# Nico van der Vegt
Nico van der Vegt (Raalte, 1970) is een Nederlands wetenschapper en hoogleraar aan de Technische Universiteit Darmstadt.

## Loopbaan
Van der Vegt studeerde chemische technologie en promoveerde in 1998 aan de Universiteit Twente op een onderzoek naar methoden ter berekening van thermodynamische en transporteigenschappen van kleine moleculen in polymeermembranen op basis van computer simulaties. Van 1998 tot 2002 was hij als universitair docent verbonden aan de Universiteit Twente. Na postdoctoraal werk van 2002 tot 2003 in de groep van Wilfred F. van Gunsteren aan de ETH Zürich in Zwitserland, leidde hij een onderzoeksgroep aan het Max Planck Instituut voor Polymeeronderzoek in Mainz, Duitsland. In 2009 werd hij benoemd tot hoogleraar voor computationele fysische chemie aan de Technische Universiteit Darmstadt.

## Onderzoek
Zijn onderzoeksinteresses zijn gericht op computersimulatie van zachte materie (vloeistoffen, polymeren, eiwitten). Zijn werk omvat onderzoek naar de thermodynamica van cosolvent-effecten en moleculaire interacties in water en omvat tevens de ontwikkeling van numerieke methoden voor moleculaire dynamica simulaties en het modelleren van zachte materie op meerdere tijd- en lengteschalen met moleculaire en mesoscopische simulatie technieken. (ResearcherID: B-3441-2010).